# Front d'Estudiants
El Front d'Estudiants és una organització estudiantil impulsada per diferents associacions estudiantils. Agrupa estudiants dels nivells d' educació secundària, batxillerat, formació professional, conservatori i universitari. Des de la seva creació, el FdE demanda tres reivindicacions concretes:
Retirada del decret 3+2.
Derogació de la LOMQE.
Pràctiques remunerades per als estudiants de formació professional.
El FdE es defineix a si mateix com una organització estudiantil de base i democràtica. De forma més genèrica reivindica una educació pública, gratuïta i de qualitat. El FdE es configura davant la necessitat de canviar la dinàmica desenvolupada per les organitzacions estudiantils majoritària a les quals acusa de "inacció" davant les últimes mesures educatives. És hereva de l'antic Front Estudiantil Unitari.
Des del congrés fundacional al desembre de 2015, el FdE ha participat en diverses manifestacions estudiantils i el 3 de març de 2016 va convocar una vaga estudiantil estatal sense el suport del Sindicat d'Estudiants. El FdE va secundar en algunes comunitats autònomes la vaga del 14 d'abril de 2016 convocada pel Sindicat d'Estudiants. Ja des dels seus inicis el Front ha basat el seu discurs en la diferenciació amb el SE i l'atac a aquesta organització, a la qual qualifiquen com un col·lectiu "vertical, antidemocràtic i sense presència i treball real en els centres educatius".
El FdE va prendre part activa en les vagues d'alumnes i de pares i mares convocades respectivament pel Sindicat d'Estudiants i per la Confederació Espanyola d'Associacions de Pares i Mares de l'Alumnat (CEAPA) pel 26 d'octubre de 2016 a contra de la LOMQE i, sobretot, de les noves revàlides que el Govern pretenia implantar aquest mateix curs.
El FdE no donà suport a la vaga convocada pel Sindicat d'Estudiants per al 24 de novembre, que va tenir un seguiment menor que el de la jornada anterior. Aquell mateix mes el FdE es converteix en membre oficial de la Plataforma Estatal per l'Escola Pública.
Després d'entrar a formar part de la Plataforma estatal per l'Educació Pública, el FdE al costat les organitzacions integrants de la mateixa anunciaren una vaga general educativa per al 9 de març de 2017.